# Tatjana Mittermayer
Tatjana Mittermayer, née le 26 juillet 1964 à Rosenheim, est une skieuse acrobatique allemande, spécialisée dans la discipline du freestyle. Elle a notamment remporté la médaille d'argent olympique de la discipline lors des Jeux olympiques de 1998 à Nagano au Japon. Elle a aussi participé aux Jeux de 1992 où elle a obtenu la quatrième place et aux Jeux de 1994 où elle a terminé sixième. Auparavant elle avait participé aux Jeux olympiques d'hiver de 1988 alors que le ski acrobatique était un sport de démonstration.

## Palmarès

### Jeux olympiques d'hiver
- Médaillée d'argent olympique lors des Jeux olympiques d'hiver de 1998 à Nagano ( Japon)

### Championnats du monde
- Médaillée de bronze mondial lors du Championnats du monde 1989 à Oberjoch ( Allemagne)
- Vice-championne du monde lors du Championnats du monde 1991 à Lake Placid ( États-Unis)
- Médaillée de bronze mondial lors du Championnats du monde 1995 à La Clusaz ( France)
- Médaillée de bronze mondial lors du Championnats du monde 1997 à Lizuna Kogen ( Japon)

### Coupe du monde
- 2 petits globe de cristal :
  - Vainqueur du classement bosses en 1988 et 1997.
- 77 podiums dont 22 victoires.